# Lentopalloseura Kokkolan Tiikerit
Il Lentopalloseura Kokkolan Tiikerit è una società pallavolistica maschile finlandese, con sede a Kokkola: milita nel campionato finlandese di Lentopallon Mestaruusliiga.

## Rosa 2018-2019
| N° | Nome                   | Ruolo | Data di nascita   | Nazionalità sportiva |
| -- | ---------------------- | ----- | ----------------- | -------------------- |
| 1  | Benjami Montonen       | S     | 27 ottobre 1991   | Finlandia            |
| 2  | Aleksandrs Kudrjashovs | S     | 20 settembre 1988 | Lettonia             |
| 4  | Anton Välimaa          | P     | 22 agosto 1999    | Finlandia            |
| 5  | Kalle Määttä           | P     | 4 ottobre 1984    | Finlandia            |
| 6  | Niklas Seppänen        | S     | 30 giugno 1993    | Finlandia            |
| 7  | Jere Mäkinen           | S     | 27 luglio 1999    | Finlandia            |
| 8  | Teemu Lahti            | S     | 27 agosto 1996    | Finlandia            |
| 9  | Simon Hone             | C     | 16 giugno 1994    | Australia            |
| 10 | Niklas Breilin         | L     | 8 settembre 1999  | Finlandia            |
| 11 | Antti Leppälä          | C     | 8 maggio 1992     | Finlandia            |
| 12 | Edvarts Buivids        | O     | 4 dicembre 1993   | Lettonia             |
| 13 | Jiri Hänninen          | S     | 12 maggio 1998    | Finlandia            |
| 15 | Rami Rekomaa           | C     | 11 maggio 1997    | Finlandia            |
| 16 | Matias Saviaro         | O     | 1º luglio 1999    | Finlandia            |

## Palmarès
- Campionato finlandese: 3

2012-13, 2014-15, 2015-16
- Coppa di Finlandia: 3

2013, 2014, 2015